# Herreshoff Motor Company
Herreshoff Motor Company war ein US-amerikanischer Hersteller von Automobilen.

## Unternehmensgeschichte
Charles Frederick Herreshoff gründete das Unternehmen im September 1908. Der Sitz war in Detroit in Michigan. 1909 begann im ehemaligen Werk der E. R. Thomas-Detroit Company die Produktion von Automobilen. Der Markenname lautete Herreshoff. Im September 1911 begannen die Arbeiten an einem neuen Werk, ebenfalls in Detroit.
Im März 1914 verließ Herreshoff das Unternehmen. Ernst C. und Otto Kern kauften es im Mai desselben Jahres auf. 
1914 endete die Produktion. Später übernahm J. C. Gorey & Company aus New York City die Teile und Maschinen.

## Fahrzeuge
In den ersten Jahren trieben selbst hergestellte Vierzylindermotoren die Fahrzeuge an. Später kamen Einbaumotoren von Lycoming zum Einsatz. Ab 1913 waren Sechszylindermotoren erhältlich.
Im Modelljahr 1909 gab es das Model 20-A. Der Vierzylindermotor leistete 24 PS. Das Fahrgestell hatte 254 cm Radstand. Zur Wahl standen Tourenwagen mit fünf Sitzen, Roadster mit zwei Sitzen und ein Colonial Coupé.
1910 waren zweisitziger Runabout, viersitziger Tourabout und fünfsitziger Tourenwagen die Aufbauten der ansonsten unveränderten Fahrzeuge.
1911 wurde daraus das Model 25. Die Motorleistung wurde auf 25 PS erhöht und der Radstand auf 249 cm reduziert. Ein fünfsitziger Tourenwagen und ein leichter Lieferwagen sind überliefert. Eine Abbildung zeigt allerdings auch einen Runabout. Das neue Model 30 stellte eine Ergänzung des Angebots dar. Der Motor leistete 30 PS. Der Radstand betrug 279 cm. Tourenwagen mit fünf Sitzen, ein Demi-Tonneau und eine Limousine standen zur Wahl.
1912 beschränkte sich das Sortiment auf das Model 25. Runabout, Roadster und Coupé hatten 254 cm Radstand. Daneben gab es einen Tourenwagen, der 279 cm Radstand hatte.
1913 erschien das Model 30 von 1911 wieder. Die Daten waren unverändert. Die Fahrzeuge waren wahlweise als fünfsitziger Tourenwagen oder als zweisitziger Runabout karosseriert. Der Six-36 war das erste Sechszylindermodell des Herstellers. Der Motor leistete 40 PS. Der Radstand betrug 315 cm. Tourenwagen mit fünf Sitzen und Roadster mit zwei Sitzen standen zur Wahl.
1914 war das Model 4-30 das Einstiegsmodell. Die Motorleistung entsprach dem Vorjahresmodell, während der Radstand auf 254 cm gekürzt war. Der Roadster hatte zwei Sitze und der Tourenwagen vier. Das Sechszylindermodell mit ansonsten unveränderten Daten wurde nun Model 6-40 genannt. Der Roadster war zweisitzig. Daneben gab es Tourenwagen mit fünf, sechs und sieben Sitzen.
Ein erhaltenes Fahrzeug befand sich Anfang 2020 in Österreich.

## Modellübersicht
| Jahr | Modell     | Zylinder | Leistung (PS) | Radstand (cm) | Aufbau                                                            |
| ---- | ---------- | -------- | ------------- | ------------- | ----------------------------------------------------------------- |
| 1909 | Model 20-A | 4        | 24            | 254           | Tourenwagen 5-sitzig, Roadster 2-sitzig, Colonial Coupé           |
| 1910 | Model 20-A | 4        | 24            | 254           | Runabout 2-sitzig, Tourabout 4-sitzig, Tourenwagen 5-sitzig       |
| 1911 | Model 25   | 4        | 25            | 249           | Tourenwagen 5-sitzig, leichter Lieferwagen                        |
| 1911 | Model 30   | 4        | 30            | 279           | Tourenwagen 5-sitzig, Demi-Tonneau, Limousine                     |
| 1912 | Model 25   | 4        | 25            | 254           | Runabout, Roadster, Coupé                                         |
| 1912 | Model 25   | 4        | 25            | 279           | Tourenwagen                                                       |
| 1913 | Model 30   | 4        | 30            | 279           | Tourenwagen 5-sitzig, Runabout 2-sitzig                           |
| 1913 | Six-36     | 6        | 40            | 315           | Tourenwagen 5-sitzig, Runabout 2-sitzig                           |
| 1914 | Model 4-30 | 4        | 30            | 254           | Roadster 2-sitzig, Tourenwagen 5-sitzig                           |
| 1914 | Model 6-40 | 6        | 40            | 315           | Roadster 2-sitzig, Tourenwagen 5-sitzig und 6-sitzig und 7-sitzig |